# Waterton Glacier International Peace Park
The Waterton-Glacier International Peace Park er navnet på unionen bestående Waterton Lakes National Park i Canada og Glacier National Park i USA. Den blev etableret af medlemmer af Rotary International fra Alberta og Montana i 1932.
The Waterton-Glacier International Peace Park er på UNESCOs verdensarvsliste.